# Encephalartos ferox
Encephalartos ferox és una espècie de gimnosperma de la divisió Cycadophyta, família Zamiaceae, originària de l'est de la regió de la Ciutat del Cap (Sud-àfrica). Es troba en estat gairebé amenaçat segons la Unió Internacional per a la Conservació de la Natura (UICN), ja que les poblacions grans es produeixen des del nord de KwaZulu-Natal a Sud-àfrica, almenys, fins al nord d'Inhambane, a Moçambic. No obstant això, aquesta espècie ha de ser monitoritzada, ja que nombroses plantes s'han eliminat i es ven al costat de les carreteres a Moçambic i grans extensions d'hàbitat han estat destruïts. Disminució global podria augmentar en un 30% en tres generacions en aquest cas seria qualificat com a Vulnerable en el criteri A2.

## Etimología
El nom Encephalartos es deriva del grec "a" significa dins; "Kephali" que significa cap i "farts", que significa pa. Ferox ve del llatí per a "ferotge" / "ferotge", en referència a les espinoses, fullets rígids.

## Distribució i hàbitat
Encephalartos ferox és endèmic de Sud-àfrica, El cícadas Zululand (Encephalartos ferox) és una planta cridanera que creix a la selva costanera del nord de KwaZulu Natal i s'estén des de la badia de Sodwana a Kosi Bay i després cap al nord al llarg de la costa de Moçambic a Vilanculos. Va ser descrita per primera vegada en 1851 per Bertolini a Moçambic. Es troba comunament en l'ombra en els marges del bosc de dunes i praderies arbrades en què pot produir-se en grans quantitats. Aquesta espècie és localment abundant en matolls de dunes - de vegades es produeixen fins a 50 metres de la platja. Les precipitacions en aquesta zona varien de 1.000 - 1.250 mm anuals i no gela passa. El foc és un element important en l'hàbitat d'aquesta planta i pot causar algun dany als tiges i fulles. Tanmateix, això sol ser superficial i la planta es recupera ràpidament - rebrotant de la seva tija en gran part sota terra.

## Descripció
Coneguda com a Zululand cycad aquestes plantes són generalment d'una sola tija o rarament ramificades amb nous plançons que es produeixen a partir de la base. Les tiges són subterrànies (encara que molt de tant en tant les tiges poden aconseguir fer més d'un metre de longitud). Les tiges arriben fins a 35 cm de diàmetre. Les fulles arquejades són d'1-2 metres de llarg i sostenen nombroses fulletes verd fosc amb les dents distintament lobulades tant al marge superior com a l'inferior. Les valves estan moderadament separades a la base de la fulla, però estan plenes i la superposició al llarg de la longitud de la fulla. Les fulles joves són sovint marró rogenc i cobertes de pèls fins que aviat es perden.